# Podzemne rudničke prostorije
Podzemne rudničke prostorije su namijenjene istraživanju, otvaranju i pripremi ležišta mineralnih sirovina za otkopavanje.

Podzemne rudničke prostorije služe za transport mineralne sirovine i materijala, provjetravanje, odvodnjavanje, prolaz rudara, sprovođenje energetskih kabela i druge svrhe.

Mogu biti različite izvedbe, dimenzija i oblika, što ovisi o mnogo faktora, a naročito o montangeološkim uvjetima u ležištu, namjeni prostorija i vremenu njihova trajanja.

## Izgradnja rudničkih podzemnih prostorija
Izgradnja rudničkih prostorija sastoji se od slijedećih radnih operacija:

1°  Izbijanje poprečnog presjeka prostorije

2°  Utovar izbijenog materijala

3°  Odvoz materijala

4°  Podgrađivanje

5°  Pomoćni radovi

### Izbijanje poprečnog presjeka prostorije
Za izgradnju podzemne prostorije treba iskopati volumen stijene koji se nalazi unutar poprečnog presjeka prostorije. Iskop stijene moguće je izvesti: ručno, miniranjem ili mehanički strojevima (mehanizirano).

### Utovar izbijenog materijala
Utovar materijala je rad na odstranjivanju iskopanog ili miniranog materijala s radilišta, a može se obavljati ručno ili mehanički strojevima za utovar.

### Odvoz materijala
Odvoz materijala se obavlja vagonetima, kontinuiranim transporterima i jamskim kamionima.

### Podgrađivanje
Podgrađivanje rudničkih prostorija ima dva osnovna zadatka:

- zaštita zaposlenih rudara

- podržavanje otvorene prostorije

Izbor načina podgrađivanja i vrste podgrade ovisi o obliku i namjeni rudničke prostorije, djelovanju jamskog tlaka i vremenskog trajanja rudničke prostorije.
Za izgradnju podgrade koriste se različiti materijali drvo, opeka, betonske i kamene kocke, beton, armirani beton i čelik.

### Pomoćni radovi
Pomoćni radovi su radovi na odvodnjavanju, provjetravanju, pripremi podgrade itd.

## Vrste podzemnih prostorija
Potkop je horizontalan jamski objekt za prilaz ležištu koje se nalazi u brdovitom području.
Okno je okomit jamski objekt između površine i izvoznog ili vjetrenog horizonta. Ima višestruku namjenu te služi kao put za izvoz otkopanog materijala, za prijevoz rudara, materijala i opreme, te kao kanal za dovod i odvod zraka u rudnik.
Niskop/uskop je manje strmi jamski objekt za spoj površine i horizonata.
Navozište je rudnička prostorija u jami kojom se horizontalni transport po mreži hodnika na horizontu spaja s okomitim izvozom na površinu.
Odvozište je mjesto na ušću okna koje služi za povezivanje jamskog izvoza s transportnim uređajima na površini.
Tuneli su podzemni objekti koji na obje strane izlaze na površinu.
Komore su prostorije većeg poprečnog presjeka različitih namjena (npr. komore za smještaj pumpi i vodosabirnika, remiza za lokomotive, trafostanica, skladišta za eksploziv itd.).

## Oblici poprečnog presjeka hodnika
Oblik poprečnog presjeka hodnika ovisi o vrsti stijene u kojoj se hodnik radi, o materijalu podgrade te o vremenu trajanja hodnika. Ovisno o navedenim činiteljima i o djelovanju podzemnog tlaka oblik poprečnog presjeka hodnika može biti pravokutni, trapezni, svodasti, lučni, potkovičasti i kružni.